# Tantale ibis
Mycteria ibis
Espèce
Statut de conservation UICN

 LC  : Préoccupation mineure
Le Tantale ibis (Mycteria ibis) est une grande espèce d'échassier africain appartenant à la famille des Ciconiidae. Il se rencontre sur le continent africain au sud du Sahara ainsi que sur l'île de Madagascar.

## Galerie

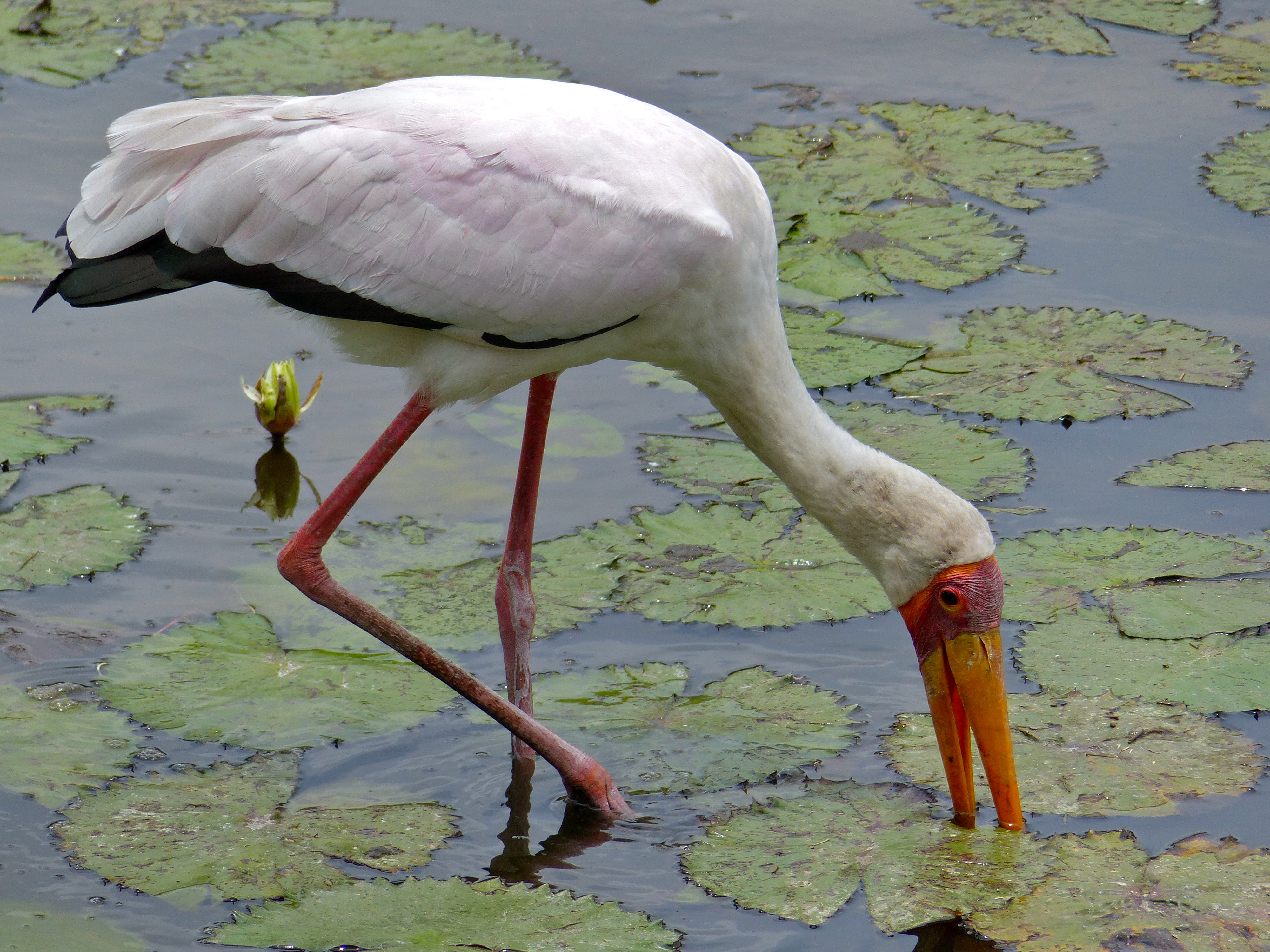
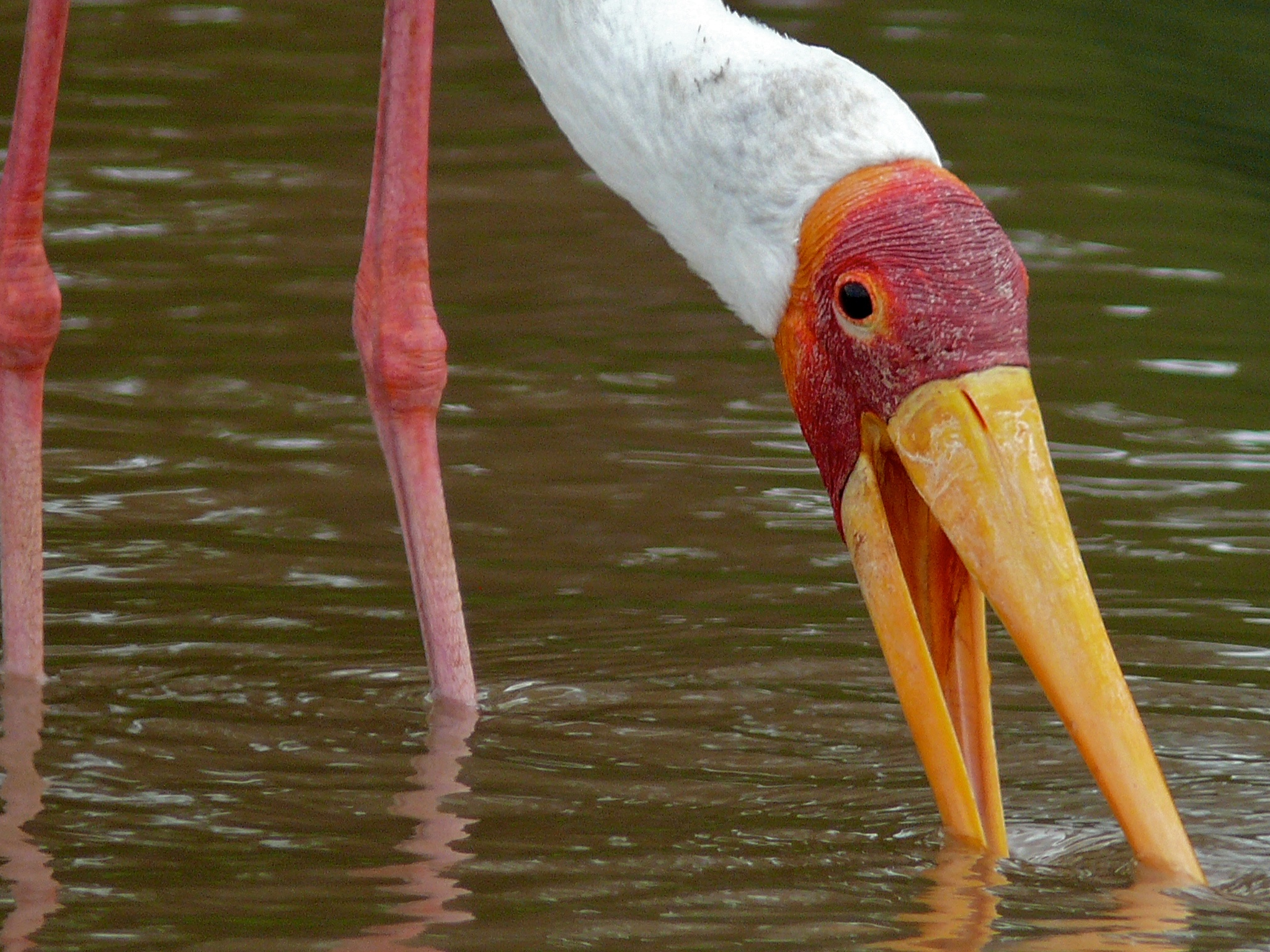
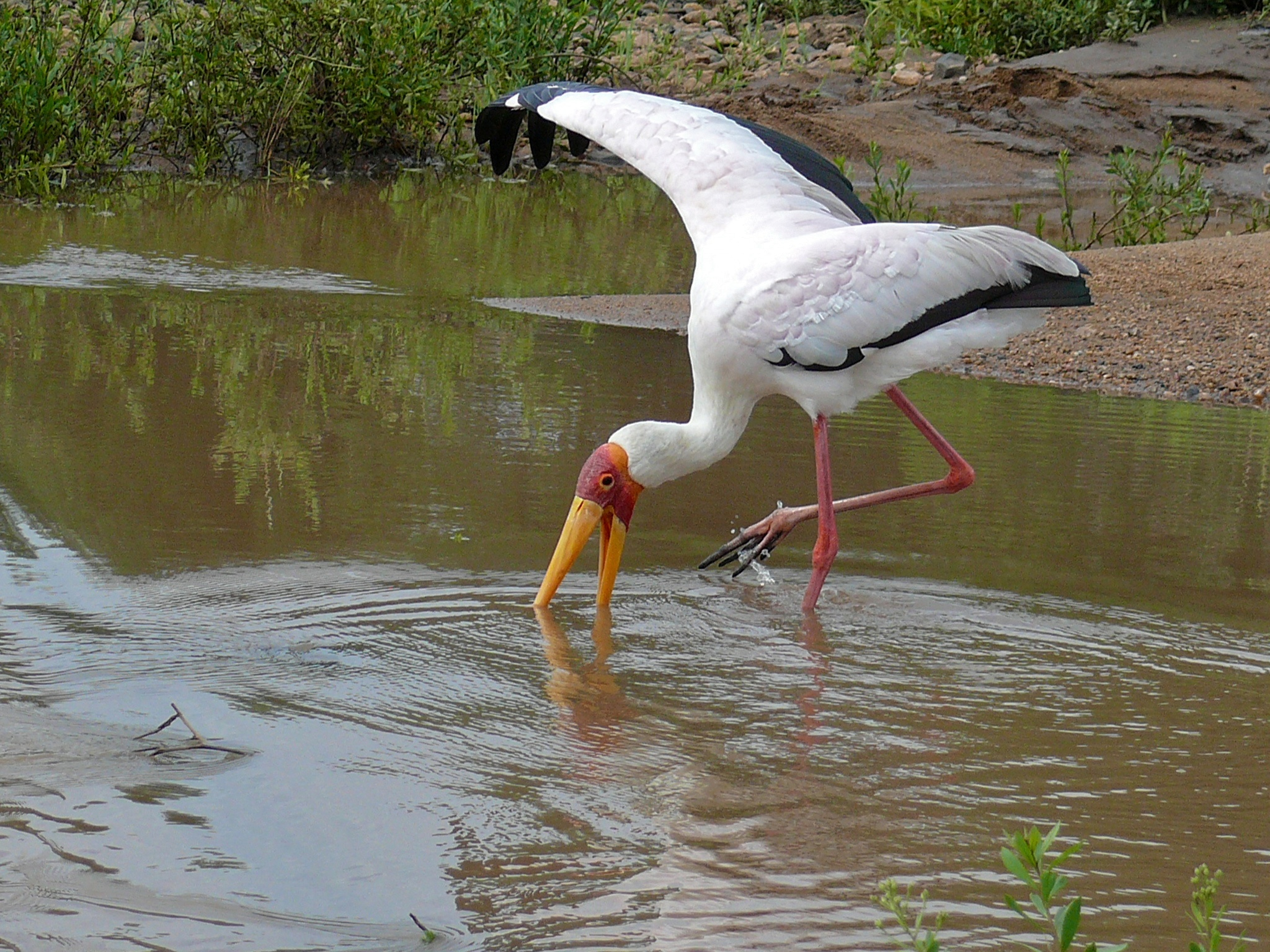
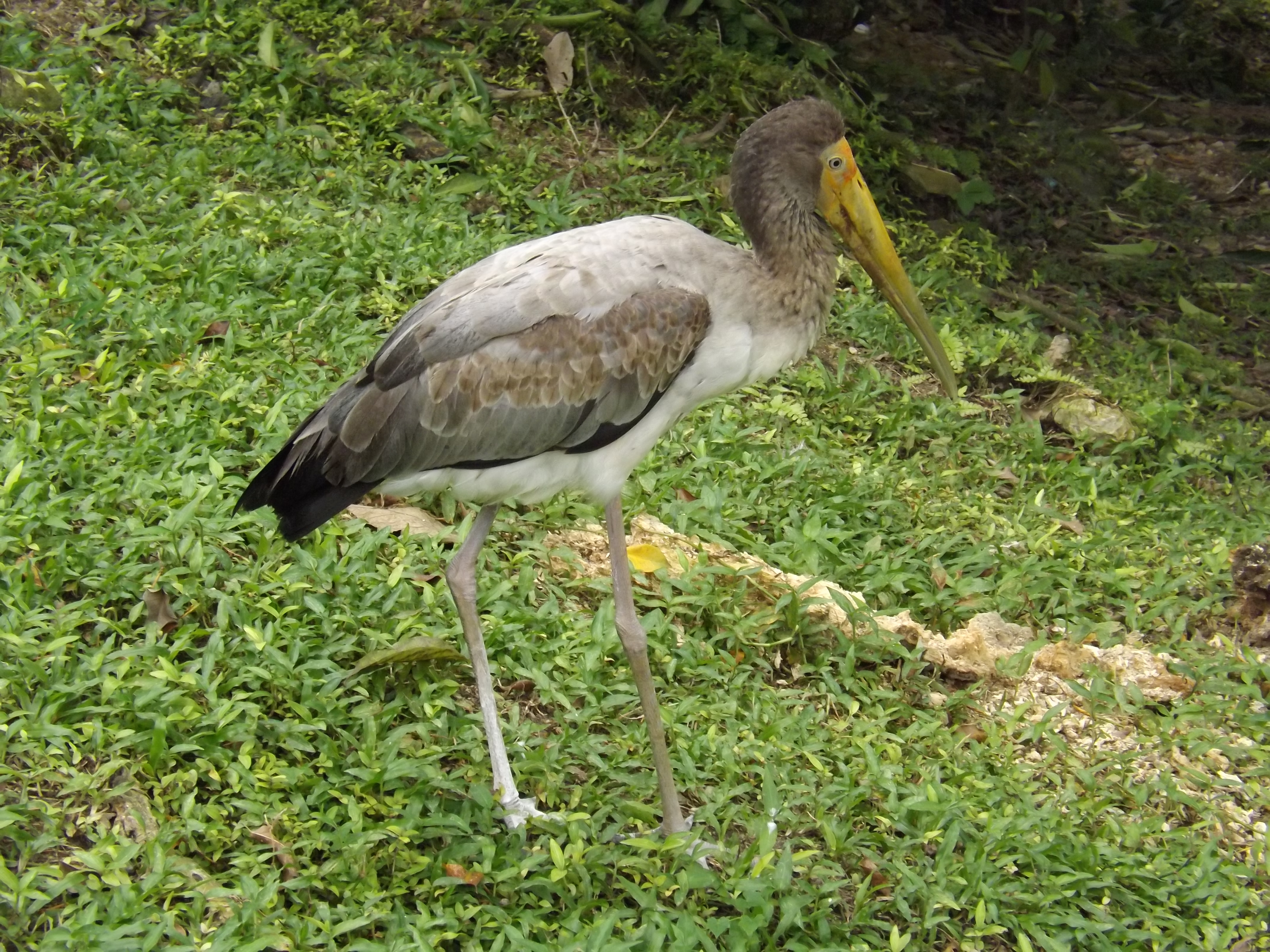
Individu juvénile.
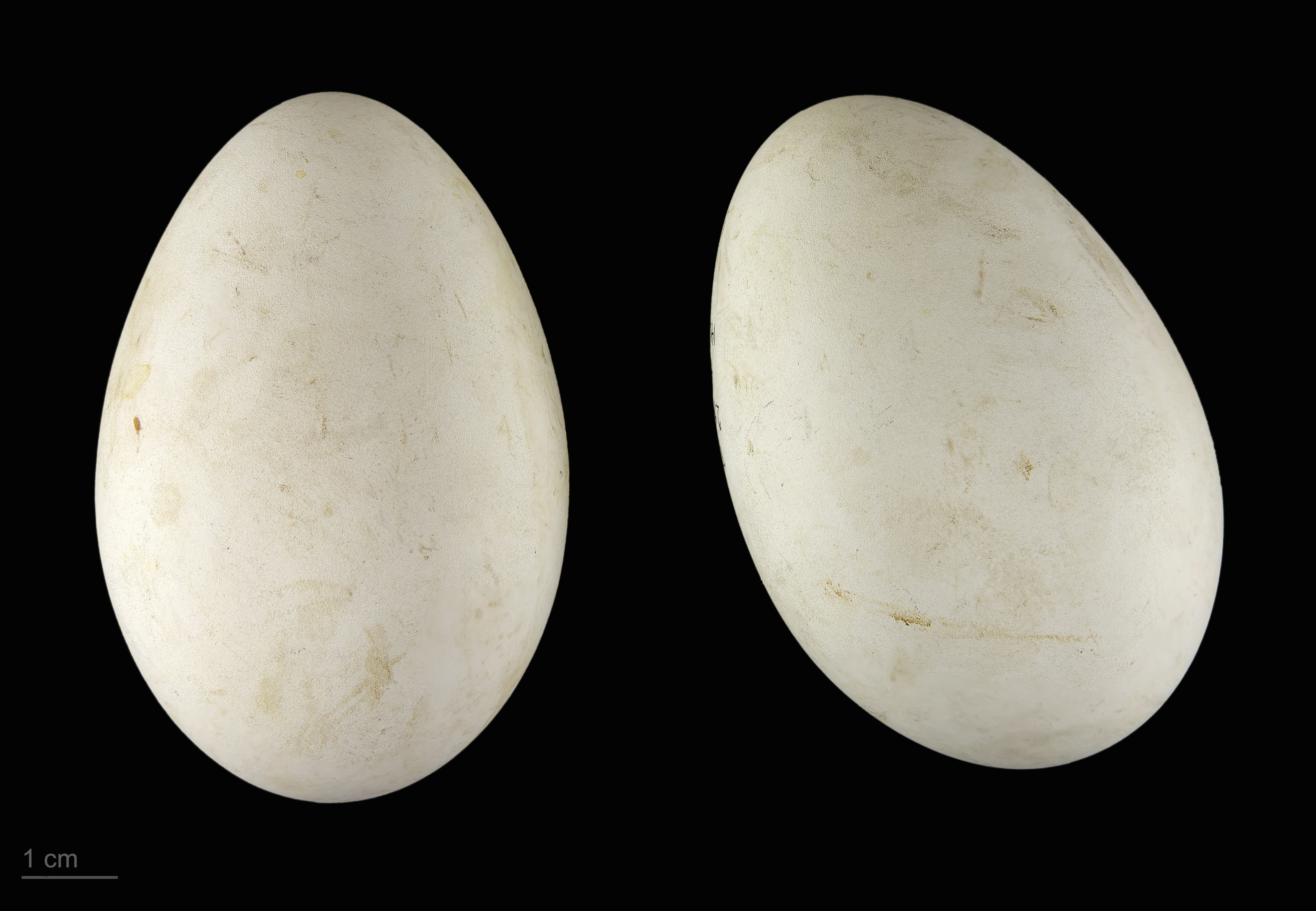
Mycteria ibis - MHNT
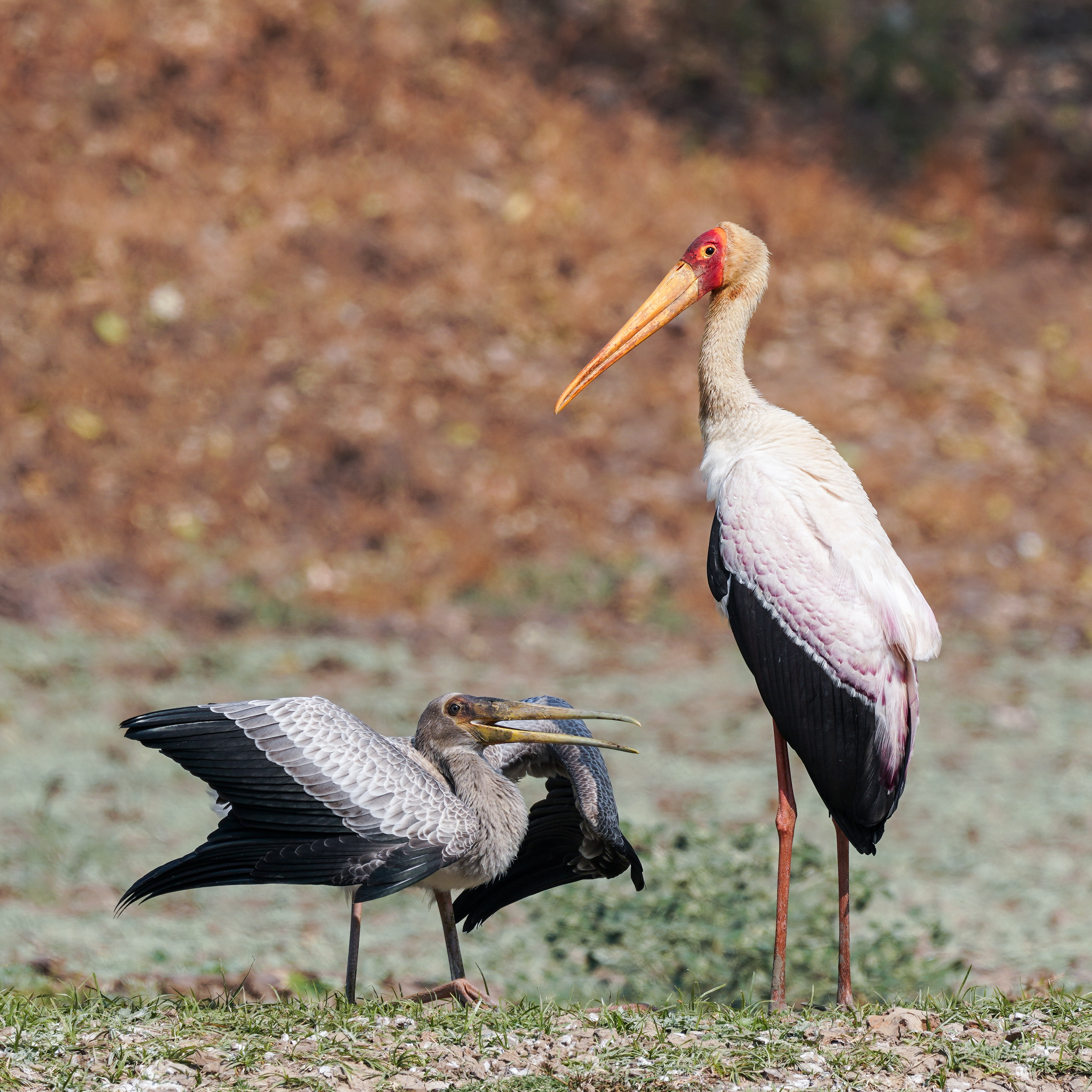
Tantale ibis, l'un en plumage pour sa reproduction, l'autre juvénile et affamé, en Zambie. Juillet 2023.